# Tutti voi zombie
Tutti voi zombie (...All You Zombies...) è un racconto di fantascienza del 1959 di Robert A. Heinlein sul tema dei paradossi temporali.
Candidato nel 1980 al Balrog Award, dal racconto è stato tratto il film Predestination del 2014, diretto da Michael e Peter Spierig.

## Storia editoriale
Scritto da Heinlein in un solo giorno, l'11 luglio 1958, il racconto fu pubblicato per la prima volta nel numero di marzo 1959 della rivista Fantasy and Science Fiction, dopo essere stato rifiutato da Playboy.
La prima traduzione italiana, di Ugo Malaguti, intitolata Tutti i miei fantasmi è stata pubblicata nel 1965 dalla Lerici Editori nell'antologia Fantascienza della crudeltà, curata da Roberta Rambelli. La traduzione di Leo Rossi, intitolata O tempora, o sexus!, è stata pubblicata nel 1967 dalla Giangiacomo Feltrinelli Editore nell'antologia curata da Alex Vairo Fantasesso, volume n. 25 della collana Il Brivido e l'Avventura.
In precedenza il racconto era stato inserito nella raccolta di opere di Heinlein Il mestiere dell'avvoltoio (The Unpleasant Profession of Jonathan Hoag) del 1959, a sua volta inclusa nell'antologia personale The Fantasies of Robert A. Heinlein del 1999, quest'ultima è stata tradotta in italiano da Vittorio Curtoni e pubblicata dalla Mondadori nel 2003, in parte nel volume n. 1456 della collana Urania, intitolato Anonima Stregoni, che contiene anche il racconto con il titolo Tutti voi zombie.
Nel 2014 la traduzione di Curtoni è stata di nuovo pubblicata nell'antologia Il mestiere dell'avvoltoio (The Unpleasant Profession of Jonathan Hoag, 1959), volume nel n. 1603 della collana I capolavori di Urania.

## Trama
Protagonista del racconto è una persona intersessuale che, a seguito di complicanze mentre partorisce, subisce un intervento di cambio di sesso diventando uomo. In seguito è portato indietro nel tempo per incontrare se stessa, più giovane e ancora donna, con la quale ha una relazione. Egli si rivela essere il frutto di quell'unione, con il paradossale risultato di essere madre, padre e figlio di se stesso. Mentre la storia si sviluppa, tutti i personaggi principali si rivelano essere la stessa persona in diverse fasi della vita.

## Critica
Il filosofo David Lewis considera Un gran bel futuro e Tutti voi zombie esempi di storie "perfettamente coerenti" sui viaggi nel tempo.

## Collegamenti con altre opere dell'autore
Tutti voi zombie sviluppa ulteriormente temi esplorati dall'autore in un precedente racconto, Un gran bel futuro (By His Bootstraps), pubblicato circa 18 anni prima. Alcuni elementi, come l'"Anello di Uroboro" e la "Brigata Temporale", riappaiono ne Il gatto che attraversa i muri e Oltre il tramonto.

## Opere derivate
Sul racconto è basato il film di fantascienza del 2014 Predestination, diretto da Michael e Peter Spierig e interpretato da Ethan Hawke e Sarah Snook.

### Edizioni
- Robert A. Heinlein, Tutti i miei fantasmi, collana Fantascienza della crudeltà, traduzione di Ugo Malaguti, Tempo libero 6, Lerici Editori, 1965.
- Robert A. Heinlein, O tempora, o sexus!, collana Fantasesso, traduzione di Leo Rossi, Il Brivido e l'Avventura 25, Giangiacomo Feltrinelli Editore, 1967.
- Robert A. Heinlein, Tutti voi zombie, in Anonima Stregoni (antologia), collana Urania, traduzione di Vittorio Curtoni, n. 1456, Mondadori, gennaio 2003,  pp. 202-218, ISSN 1120-5288 (WC · ACNP).

### Fonti critiche
- (EN) James Daniel Gifford, The New Heinlein Opus List, in Robert A. Heinlein: A Reader's Companion (PDF), Nitrosyncretic Press, 2000, ISBN 978-0-9679874-1-5. URL consultato il 25 settembre 2015.